# SBS-4

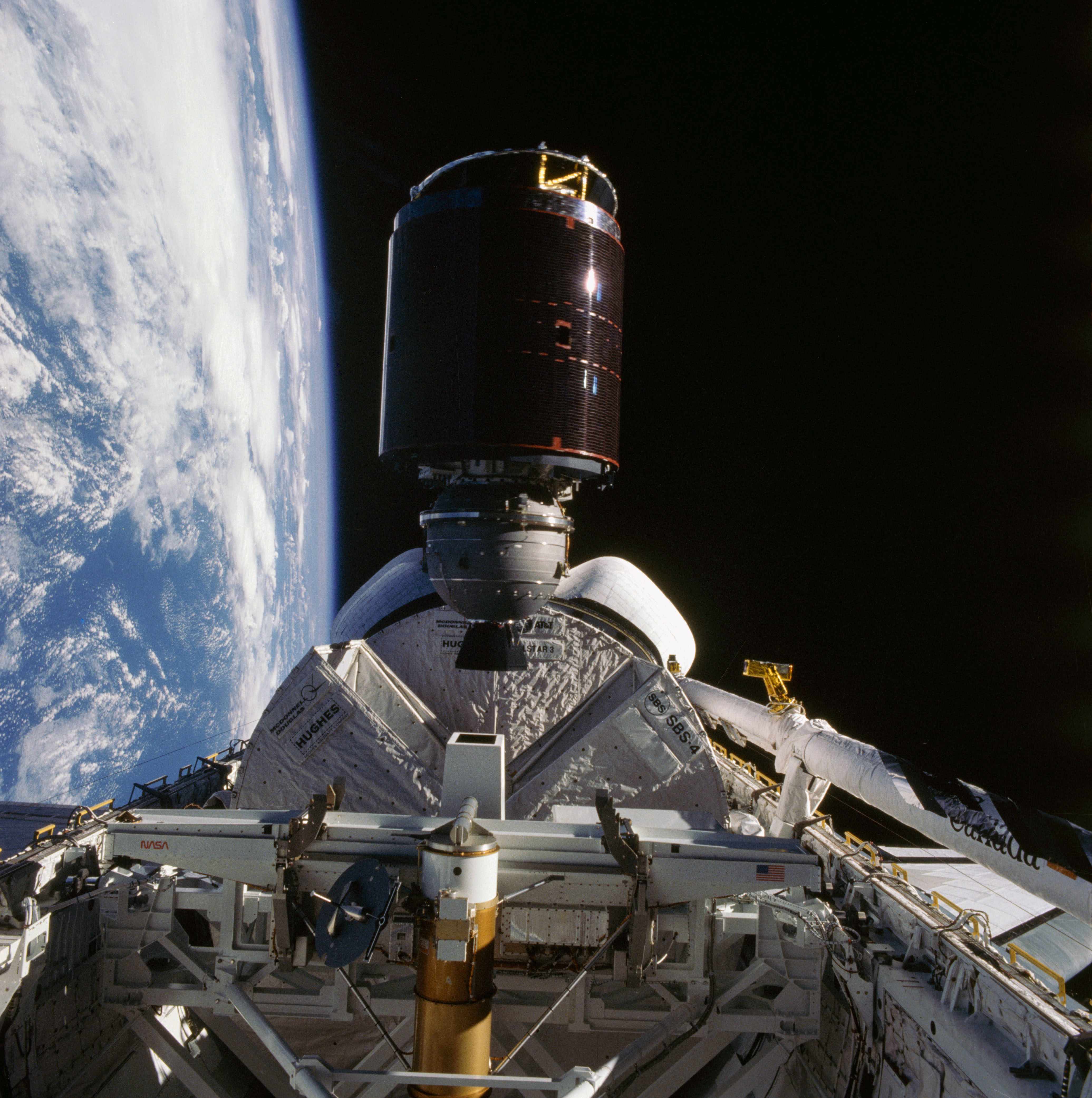
Fotografia do SBS-4 sendo instalado, pelos astronautas da Discovery.

O SBS-4 (também conhecido por HGS-5) foi um satélite de comunicação geoestacionário americano que foi construído pela Hughes, ele era de propriedade da Satellite Business Systems. O satélite foi baseado na plataforma HS 376 e sua expectativa de vida útil era de 7 anos. O mesmo ficou fora de serviço em 29 de setembro de 2005 e foi movido para a órbita cemitério.

## História
O satélite foi lançado para a Satellite Business Systems, abreviado para SBS, que foi uma empresa fundada pela IBM, Aetna, Comsat (e mais tarde foi totalmente comprada pela IBM e posteriormente vendido para a MCI), que forneceu as comunicações via satélite profissionais privadas através de sua frota de satélites geoestacionários SBS, ela foi a primeira empresa a fornecer este tipo de serviço.
O SBS-4 (Satélite Business Systems 4) foi lançado pela NASA para fornecer redes privadas totalmente voltada para empresas, agências governamentais e outras organizações com as grandes exigências e variados por comunicação via satélite.
O satélite saiu de serviço em 29 de setembro de 2005 e foi enviado para a órbita cemitério.

## Lançamento
O satélite foi lançado com sucesso ao espaço no dia 30 de agosto de 1984, às 12:41:50 UTC, abordo do ônibus espacial Discovery durante a missão STS-41-D, a partir Centro Espacial Kennedy, na Flórida, EUA, juntamente com os satélites Telstar 302 e Leasat 2. Ele tinha uma massa de lançamento de 1.117 kg.

## Capacidade
O SBS-4 era equipado com 14 transponders em banda Ku.